# صلاح مرعي
صلاح مرعي (1942 -3 مارس 2011) أحد أشهر مهندسي الديكور ومصصمي المناظر السينمائية في تاريخ السينما المصرية.
ولد صلاح مرعي بالمحلة الكبرى عام 1942م، وكان صلاح مرعي يهوى الرسم يحلم بأن يصبح مهندسا معماريا ولكن لم يعلم بمواعيد التقدم لدفعة الهندسة إلا بعد انتهاء الأختبارات، ولكنه علم بوجود قسم خاص للديكور في معهد السينما وكان قد تم أنشاؤه حديثا فتقدم للألتحاق به.
تخرج من معهد السينما بالقاهرة عام 1963م في تخصص هندسة الديكور السينمائي.

## أعماله
عمل صلاح مرعي في بداياته الأولى مع المخرج ومصمم المناظر شادي عبد السلام كمساعد له وكان شادي يدرس له في معهد السينما وكان له أكبر الأثر لديه ونشأت بينهما صداقة وطيدة، وقد عمل معه كمصمم في أفلام رابعة العدوية، وأمير الدهاء، والسمان والخريف.
ثم عمل صلاح مرعي مع مخرجين آخرين أمثال حلمي حليم وتوفيق صالح في أفلام الحياة حلوة عام 1964م وكان عمره حينها 22 عاما، وأيضا أفلام المتمردون، وظلال على الجانب الآخر لغالب شعث، ومن أبرز أعماله (حارة الجوع) والتي بناها في استديو نحاس لتصوير فيلم (الجوع) للمخرج علي بدرخان، وتعرضت للحريق فيما بعد إلا أنه اشرف على إعادة تصميمها بطرازها المعمارى الفريد نفسه.
برزت شهرة صلاح مرعي من خلال فيلم المومياء للمخرج شادي عبد السلام، والذي يعتبر أيقونة حقيقية في مسار السينما المصرية، واعتبره كثير من النقاد العرب والعالميين ظاهرة غير عادية في الإبداع السينمائي العربي عموما. أشرف صلاح مرعي على إعداد ديكورات عدد كبير من الأعمال السينمائية مثل أفلام بحب السيما، وزهايمر، وإحنا اتقابلنا قبل كده، والساحر، وقليل من الحب كثير من العنف، وفي أفلام مستفلة آخرها «آخر أيام المدينة» للمخرج تامر السعيد. كما شارك كمسؤول عن تنفيذ المناظر في أفلام كثيرة منها مبروك وبلبل، والمدينة، وأبناء الصمت، وعشاق الحياة، والنصف الآخر.
وقد شارك في تأسيس جمعية أصدقاء شادى عبد السلام والتي تأسست بعد وفاة شادى عام 1986م وقامت على جمع تراثه السينمائي المكون من لوحات واسكتشات رسمها لمناظر وأزياء في أفلام اشتغل عليها سواء من إخراجه أو إخراج غيره.
منحت وزارة الثقافة المصرية صلاح مرعي شهادة تقديريه عن مجموعة من أعماله السينمائية.

## وفاته
توفى صلاح مرعي في يوم الخميس الثالث من شهر مارس عام 2011م بعد معاناة مع مرض السرطان عن عمر يناهز 69 عاما.
قال عنه الدكتور عادل يحيى عميد معهد السينما «أجمل ما في صلاح مرعي، كان حبه للحياة وتقديره للفن الشعبي المصري وعطاؤه الفني والإنساني، الذي كان الكثير منه تطوعيا وبلا حدود».